# لييج-باستون-لييج للسيدات 2017
لييج-باستون-لييج للسيدات 2017 (بالفرنسية: Liège-Bastogne-Liège féminin 2017)‏ هو سباق دراجات هوائية، وهو الموسم رقم 1 من نفس السباق، وأقيم في 23 أبريل 2017، وامتدّ لمسافة 135.5 كيلومتر، وهو أحد سباقات طواف العالم للدراجات للنساء 2017، وهو من نوع سباق الدراجات، وقد شارك في السباق 139 متسابقاً ووصل إلى نهايته 98 متسابقاً.
فاز فيه بالمركز الأول أنا فان دير بريغين، وبالمركز الثاني ليزي ديجنان، وبالمركز الثالث كاتارزينا نيفيادوما.

## الفرق
| فرق سيدات محترفة (24)- يو أي أيه تيم ‏ - أيه آر مونكس برو سيكلينج للسيدات ‏ - بيبينك ‏ - بيزكايا دورانجو 2017 ‏ - إس دي وركس ‏ - BTC City Ljubljana ‏ - كانيون–إس آر إيه إم ‏ - Équipe Paule Ka ‏ - Cylance Pro Cycling (women's team) ‏ - دروبز 2017 ‏ - FDJ–Suez ‏ - هايتك بوردكتس 2017 ‏ - لاريس واوودلز للسيدات 2017 ‏ - Lensworld–Kuota ‏ - لوتو سودال للسيدات 2017 ‏ - Liv AlUla Jayco ‏ - S.C. Michela Fanini Rox ‏ - ساس-ماكوجيب 2017 ‏ - Servetto–Makhymo–Beltrami TSA ‏ - Experza–Footlogix Ladies Cycling Team ‏ - فريق سنويب للسيدات 2017 ‏ - Team Virtu Cycling Women ‏ - Wiggle High5 Pro Cycling ‏ - ليف ريسينغ ‏ |  |
| |  |

## التصنيف العام النهائي
| التصنيف العام | التصنيف العام       | التصنيف العام   | التصنيف العام                      | التصنيف العام |        |
| الدراج        | الدراج              | البلد           | الفريق                             | الوقت         | السرعة |
| ------------- | ------------------- | --------------- | ---------------------------------- | ------------- | ------ |
| 1.            | أنا فان دير بريغين  | هولندا          | Boels Dolmans                      | 3 س 42 د 17 ث |        |
| 2.            | ليزي ديجنان         | المملكة المتحدة | Boels Dolmans                      | + 17 ث        |        |
| 3.            | كاتارزينا نيفيادوما | بولندا          | WM3                                | + 19 ث        |        |
| 4.            | إيلين فان دايك      | هولندا          | Sunweb                             | + 31 ث        |        |
| 5.            | أنيميك فان فليوتن   | هولندا          | Orica-Scott                        | + 31 ث        |        |
| 6.            | آشلي مولمان         | جنوب أفريقيا    | Cervélo Bigla                      | + 31 ث        |        |
| 7.            | شارا جيلو           | أستراليا        | FDJ-Nouvelle Aquitaine-Futuroscope | + 31 ث        |        |
| 8.            | أولغا زابيلينسكايا  | روسيا           | BePink Cogeas                      | + 31 ث        |        |
| 9.            | إليسا ونغو بورغيني  | إيطاليا         | Wiggle High5                       | + 34 ث        |        |
| 10.           | سيسيلي أوتوب لودفيغ | الدنمارك        | Cervélo Bigla                      | + 41 ث        |        |

## وصلات خارجية
- لييج-باستون-لييج للسيدات 2017 على موقع إحصائيات الدراجات الإحترافية (الإنجليزية)